# ابرافو
ابرافو (به لاتین: Abrafo) در غنا است که در منطقه مرکزی (غنا) واقع شده‌است.

## خصوصیات
ابرافو ۱۲۵ متر بالاتر از سطح دریا واقع شده‌است.